# Evergreen (álbum)
Evergreen es el séptimo álbum de estudio de la banda británica de rock Echo & the Bunnymen y el primero desde la separación de la banda en 1993. El vocalista Ian McCulloch y el guitarrista Will Sergeant habían vuelto a trabajar juntos en el proyecto Electrafixion, antes de reunirse nuevamente con Les Pattinson como Echo & the Bunnymen a principios de 1997. Se grabó en Doghouse Studios en Henley-on-Thames y McCulloch y el mánager de la banda Paul Toogood, se encargaron de la producción, aunque se acreditó a toda la banda.
Después de un exitoso regreso a los escenarios y el lanzamiento del sencillo «Nothing Lasts Forever», el disco se publicó en julio de 1997 a través de London Records. Después, se extrajeron otros dos sencillos – «I Want to Be There (When You Come)» y «Don't Let It Get You Down». El disco recibió reseñas positivas por parte de la prensa musical y el público y llegó al puesto número 8 de la lista británica de álbumes.

## Historia
Después de abandonar Echo & the Bunnymen en 1988 para comenzar una carrera en solitario, el vocalista Ian McCulloch publicó dos discos sin apenas éxito comercial. A pesar de la marcha de McCulloch y el fallecimiento del batería Pete de Freitas, el guitarrista Will Sergeant y el bajista Les Pattinson decidieron reclutar a tres nuevos miembros —Noel Burke (voz), Jake Brockman (teclados) y Damon Reece (batería)— y seguir adelante con el mismo nombre, cosa que molestó a McCulloch. En 1990, The Bunnymen publicaron el disco Reverberation, que recibió críticas pobres tanto por parte del público como de la prensa especializada. Debido al fracaso, WEA Records rescindió el contrato y la banda se separó a comienzos de 1993.
McCulloch conoció al exguitarrista de The Smiths, Johnny Marr, en 1993 y compusieron y grabaron un disco, inicialmente titulado Touch Down. El álbum estaba previsto para ser publicado en 1994; sin embargo, a pesar de que McCulloch y Marr estaban contentos con el disco, Rob Dickins de WEA pensaba distinto. Dickins sugirió a McCulloch que llamase a Sergeant para ayudar. Inicialmente, McCulloch estuvo escéptico porque no había hablado con Sergeant desde el funeral de Freitas; sin embargo, le dio vueltas a la idea. Antes de que McCulloch se pusiese en contacto con Sergeant, un amigo en común les convenció de que se reuniesen. Mientras McCulloch y Sergeant volvían a familiarizarse, las cintas maestras de las sesiones de grabación de McCulloch y Marr desaparecieron. A McCulloch no pareció importarle, ya que había comenzado a trabajar con Sergeant en la banda Electrafixion.
Debido a las influencias de McCulloch de bandas estadounidenses de rock alternativo como Nirvana y The Smashing Pumpkins, la banda se pasó a un sonido más duro que en sus trabajos previos. Después de una exitosa gira por el Reino Unido en el que no tocaron material de Echo & the Bunnymen, Electrafixion publicó su primer disco, Burned, en septiembre de 1995. A pesar de que recibió buenas críticas, las ventas del disco y de los sencillos fueron decepcionantes. Después de una gira por Estados Unidos en 1996, Electrafixion cedió a la presión de sus seguidores y comenzaron a incluir algunas canciones de Echo & the Bunnymen en sus actuaciones. Sergeant pensó que si la banda tocaba canciones de Echo & the Bunnymen, lo lógico sería reunir al grupo de nuevo, aunque en un inicio McCulloch se opuso a la idea. McCulloch cambió de postura y, después de convencer a Pattinson de volver de su retiro, Echo & the Bunnymen se reformó a mediados de 1996. McCulloch sintió que no podían reunirse sin Pattinson y describió el involucramiento del bajista como "total". McCulloch añadió que para él era importante «sentirse como la banda original» y que «desde el primer demo de Evergreen se dieron cuenta de que aún había química».

## Grabación y presentación
La grabación de Evergreen comenzó a principios de 1997, en el momento en que Echo & the Bunnymen entró en Doghouse Studios de Henley-on-Thames. La producción corrió a cargo de McCulloch y Paul Toogood, el nuevo mánager de la banda, aunque finalmente en el libreto del disco se dio crédito a toda la banda. Debido a que Oasis estaba grabando en el estudio contiguo, Liam Gallagher contribuyó con coros en la canción «Nothing Lasts Forever». McCulloch dijo: «Hicimos buenas migas enseguida y después de unas cervezas terminó cantando en el disco». McCulloch añadió que Gallagher «insistió en que pusiesen pandereta en "Nothing Lasts Forever", lo que lo llevó a otro nivel». Contrataron a Adam Peters, quien ya había colaborado en el álbum de 1984 Ocean Rain, para aportar los arreglos de cuerda del disco. Éste contrató a músicos de la London Metropolitan Orchestra y grabó fragmentos de cuerda para siete canciones en los Abbey Road Studios de Londres. Junto con Clif Norrell, quien había trabajado anteriormente con R.E.M., terminó la mezcla del disco, que concluyó finalmente en marzo de 1997.
La fotografía usada en la portada del disco es de Norman Watson, quien también dirigió los vídeos musicales de dos de los sencillos: «Nothing Lasts Forever», que se convirtió en el sencillo principal del álbum y «I Want to Be There (When You Come)». La fotografía de la portada se tomó en Marrakech a comienzos de mayo de 1997 y recuerda a la portada del álbum debut de la banda de 1980 Crocodiles. Muestra a la banda en un escenario de árboles al anochecer. Sin embargo, en lugar del batería de Freitas, fallecido en un accidente de ciclomotor, muestra al resto de los integrantes del grupo con un coche.

## Recepción
«Nothing Lasts Forever» se tocó por primera vez en vivo en la sala de conciertos Cream de Liverpool a comienzos de marzo de 1997 en el primer concierto de Echo & the Bunnymen desde su vuelta. A este le siguieron dos conciertos donde se agotaron las entradas en el Mercury Lounge de Nueva York y varios festivales a lo largo de Estados Unidos, Reino Unido y Europa antes de que Evergreen se publicase el 14 de julio de 1997 a través de London Records. El mismo día se lanzó una edición limitada con un disco adicional titulado History of the Peel Sessions 1979–1997, que contiene pistas grabadas en vivo para el show de John Peel en la BBC Radio 1 entre 1979 y 1997. Después de la publicación del disco se lanzaron dos sencillos: «I Want to Be There (When You Come)» en septiembre de 1997 y «Don't Let It Get You Down» en noviembre del mismo año. Posteriormente, el álbum se reeditó en 1999 con cuatro pistas adicionales.
En la reseña de Evergreen hecha por Ned Raggett de Allmusic, lo describe como "una pieza de trabajo interesante" cuando «está en sus mejores momentos». De todas maneras comentó que «el reemplazo del batería Michael Lee cubre el hueco de [de Freitas] de forma adecuada pero no completa, convirtiendo un grupo especial en uno no tanto». Un crítico de la revista británica Melody Maker recalcó que el disco era un «triunfo» para sus seguidores y que el disco raramente impresionaría a gente que no estuviese previamente familiarizada con su trabajo. En Rolling Stone lo describieron como «un impresionante regreso», mientras que Jeremy Helligar de Entertainment Weekly no quedó impresionado y describió la reunión como «la sensación de un no-evento».
Evergreen se convirtió en el quinto álbum de Echo & the Bunnymen en entrar en el Top 10 de la lista de ventas británica, donde logró colocarse en el octavo lugar la primera semana y permaneció en lista durante siete semanas consecutivas. «Nothing Lasts Forever» llegó al puesto 8 de la lista de sencillos en el Reino Unido, aunque los sencillos siguientes «I Want to Be There (When You Come)» y «Don't Let It Get You Down» sólo llegaron a los puestos 30 y 50, respectivamente.

## Lista de canciones
Todas las canciones escritas y compuestas por Echo & the Bunnymen. 
| Original |                                      |          |  |
| N.º      | Título                               | Duración |  |
| 1.       | «Don't Let It Get You Down»          | 3:52     |  |
| 2.       | «In My Time»                         | 3:26     |  |
| 3.       | «I Want to Be There (When You Come)» | 3:39     |  |
| 4.       | «Evergreen»                          | 4:11     |  |
| 5.       | «I'll Fly Tonight»                   | 4:24     |  |
| 6.       | «Nothing Lasts Forever»              | 3:57     |  |
| 7.       | «Baseball Bill»                      | 4:04     |  |
| 8.       | «Altamont»                           | 3:53     |  |
| 9.       | «Just a Touch Away»                  | 5:09     |  |
| 10.      | «Empire State Halo»                  | 4:00     |  |
| 11.      | «Too Young to Kneel»                 | 3:40     |  |
| 12.      | «Forgiven»                           | 5:49     |  |

| Pistas adicionales reedición de 1999 |                                                |          |  |
| N.º                                  | Título                                         | Duración |  |
| 13.                                  | «I Want to Be There (When You Come)» (directo) | 3:25     |  |
| 14.                                  | «Bedbugs and Ballyhoo» (directo)               | 3:42     |  |
| 15.                                  | «Rescue» (directo)                             | 3:49     |  |
| 16.                                  | «Lips Like Sugar» (directo)                    | 4:40     |  |

Todas las canciones escritas y compuestas por Echo & the Bunnymen. 
| History of the Peel Sessions 1979–1997 bonus disc edición limitada |                    |          |  |
| N.º                                                                | Título             | Duración |  |
| 1.                                                                 | «Villiers Terrace» | 4:13     |  |
| 2.                                                                 | «Read It in Books» | 2:31     |  |
| 3.                                                                 | «All That Jazz»    | 2:56     |  |
| 4.                                                                 | «Over the Wall»    | 4:49     |  |
| 5.                                                                 | «All My Colours»   | 4:28     |  |
| 6.                                                                 | «The Back of Love» | 4:15     |  |
| 7.                                                                 | «Seven Seas»       | 3:57     |  |
| 8.                                                                 | «Ocean Rain»       | 3:50     |  |
| 9.                                                                 | «Nocturnal Me»     | 4:13     |  |
| 10.                                                                | «Rescue»           | 3:48     |  |

## Personal
| Músicos - Ian McCulloch – voz, guitarra - Will Sergeant – guitarra - Les Pattinson – bajo - Adam Peters – teclados, arreglos (instrumentos de cuerda), director (cuerdas) - Michael Lee – batería - Ed Shearmur – piano en "Nothing Lasts Forever" - London Metropolitan Orchestra – cuerdas | Personal técnico - Echo & the Bunnymen – productor - Marak Phythian – ingeniero de sonido - Cenzo Townsend – ingeniero de sonido - Markus Butler – asistente de ingeniero de sonido - Clif Norrell – mezclas - Richard Woodcraft – asistente de mezclas - Don C. Tyler – edición digital - Stephen Marcussen – masterización - Guy Massey – grabación (cuerdas) - Alex Scannell – asistente de grabación (cuerdas) - Norman Watson – fotografía |